# Templo de Santiago Apóstol (Tapijulapa)
La Iglesia de Santiago Apóstol, es un templo católico localizado en el Pueblo mágico de Tapijulapa, municipio de Tacotalpa, estado de Tabasco, México. Es una de las iglesias más antigua de Tabasco ya que su construcción data del siglo XVII. Actualmente está catalogada como Monumento histórico por parte del Instituto Nacional de Antropología e Historia.
La iglesia fue erigida en lo alto de un cerro, a donde se llega a través de una larga y sinuosa escalera que parte de una de las calles de Tapijulapa, cerca de la plaza principal. Desde la cima, se tiene una espectacular vista de toda la población.

## Historia
En 1575, Fray Diego de Landa, obispo de Yucatán, durante una visita pastoral a la provincia de Tabasco , visitó las poblaciones indígenas zoques de Tacotalpa, Tapijulapa y Oxolotán. 
En el año de 1633 los frailes franciscanos Francisco Silvestre Magallón, Bernabé de Pastrana, Juan Fajardo, Buenaventura Valdés y Diego de Padilla, fundaron los conventos de Oxolotán y de Poposá (hoy, Lázaro Cárdenas.), en las cercanías de Tapijulapa, con lo que se inició la instrucción religiosa de los indígenas de la zona.
Diez años después, el convento de Oxolotán pasó a manos de los frailes dominicos desde donde atendían las doctrinas de los pueblos de Tacotalpa, Tapijulapa, Puxcatán, Teapa, Tecomajiaca, Jalapa, Astapa y Cacaos; y a finales del siglo XVII se construyó en Tapijulapa la iglesia de Santiago Apóstol.
Durante el movimiento antirreligioso (de 1928 a 1936) impulsado por el gobernador Tomás Garrido Canabal, hubo en Tacotalpa requisa de imágenes religiosas que se amontonaban en la plaza pública para ser incineradas; la iglesia de Santiago Apóstol de Tapijulapa se salvó de ser demolida, pero fue saqueada y sus imágenes destruidas, y convertida primero en cuartel militar y posteriormente en escuela "racionalista".

## Descripción del edificio

### Exterior
La iglesia está construida con piedra bola y cuenta con un acabado de mezcla aplanada. La nave del edificio tiene una cubierta de dos aguas, hecho de tejas con armadura de madera.
La fachada está pintada de color blanco y decorada con vivos en color rojo, presenta un arco de medio punto en el acceso, una ventana fuera del eje de composición, una cornisa sencilla y un murete con dos campanarios a los lados y terminación en punta al centro, en donde se localizar una cruz de hierro.

### Interior

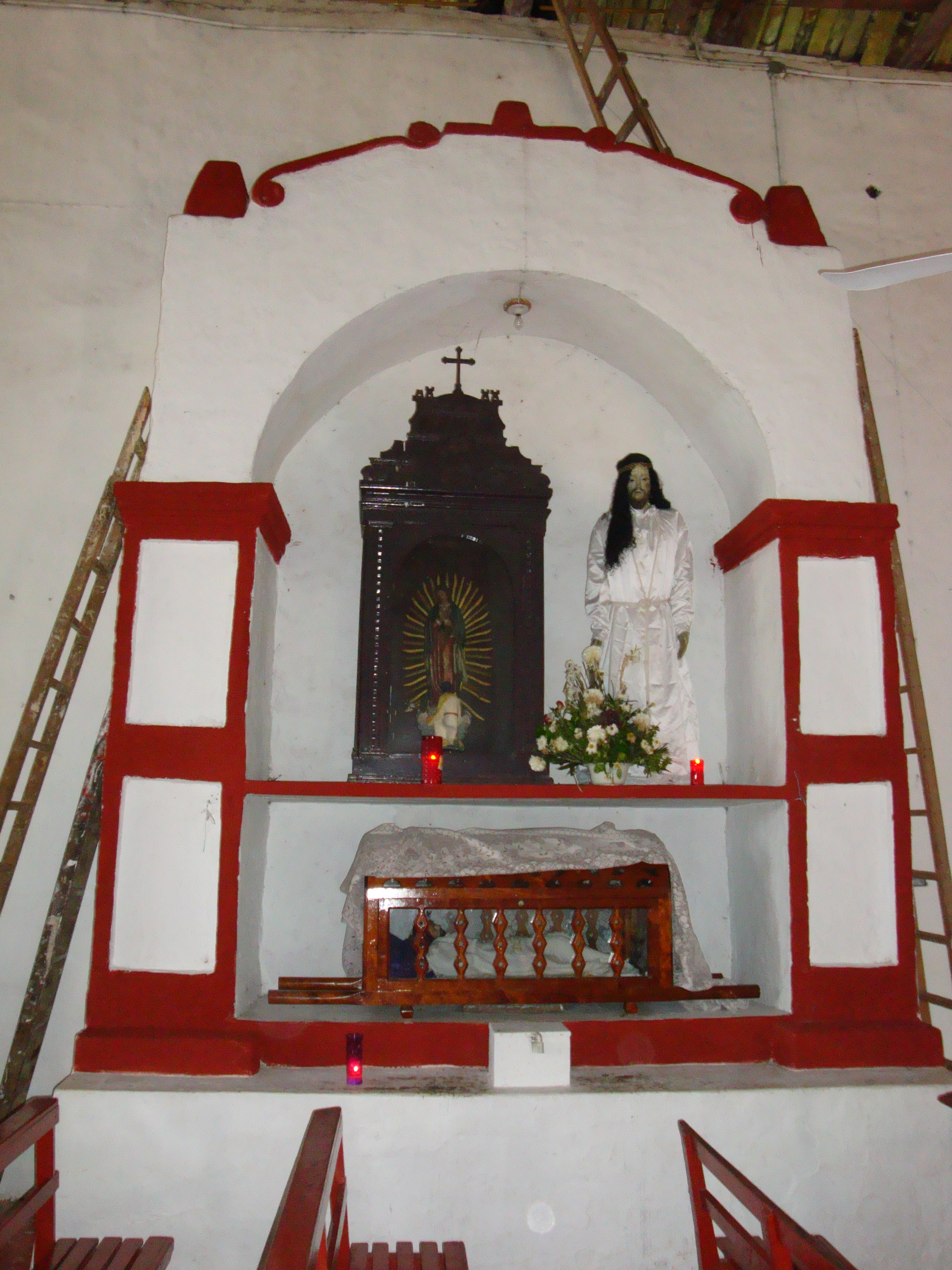
Altar en el interior del templo.

El interior del pequeño templo, es sobrio, con terminación en aplanado color blanco, y cuenta con ventanas en forma de arco de medio punto. Destaca un nicho lateral en el que se localizan tres imágenes, dos corresponden a Jesucristo, en una se encuentra de pie, mientras que en la otra localizada en la parte de abajo del nicho, se encuentra acostado en un sepúlcro. La tercera imagen corresponde a la Virgen de Guadalupe.
En el altar, destaca un crucifijo y una imagen del Apóstol Santiago, así como dos pinturas, una de la Virgen de Guadalupe y otro cuadro del mismo Apóstol Santiago.
| Imágenes del Templo de Santiago Apóstol |                 |                             |                    |
|                                         |                 |                             |                    |
| Interior del Templo                     | Altar principal | Uno de los nichos laterales | Otro de los nichos |